# Fairness & Accuracy in Reporting
Fairness & Accuracy In Reporting (FAIR) ist eine US-amerikanische Pressevereinigung, die sich der Bekämpfung und Dokumentation der einseitigen und falschen Berichterstattung sowie Selbstzensur in den Massenmedien verschrieben hat. Sitz der Organisation ist New York, New York.

## Gründung
FAIR wurde im Jahr 1986 von dem Medienkritiker Jeff Cohen gegründet. Cohen verließ die Organisation im Mai 2002 um als Produzent für Phil Donahues Talkshow auf MSNBC zu arbeiten.

## Ziele/Programm
Informierte Bürger in einer Demokratie bedürfen nach Ansicht von FAIR unabhängiger, aggressiver und kritischer Medien. Heutige Massenmedien sind in einigen wenigen hochkonzentrierten Medienkonzernen organisiert die sich in privater Hand befinden. Die Verquickung und wirtschaftliche Abhängigkeit von der Wirtschaft hat dazu geführt, dass wenig Kritik ökonomischer und politischer Kräfte geübt und lediglich ein begrenztes Meinungsspektrum wiedergegeben wird.
FAIR glaubt, dass strukturelle Reformen notwendig sind um die vorherrschende Stellung der Medienkonglomerate aufzubrechen und unabhängige, öffentliche, non-profit Medien zu schaffen. FAIR beschreibt sich selbst als Medienbeobachtungsgruppe, welche die einseitige und voreingenommene Berichterstattung in den US-amerikanischen Medien kritisiert und sich für eine größere Vielfalt der in den Medien geäußerten Meinungen einsetzt.

## Aktivitäten
FAIR setzt sich für die Zusammenarbeit mit Aktivisten und Journalisten ein. Seit 1987 wird das preisgekrönte medienkritische Magazin Extra! in einem Rhythmus von 2 Monaten herausgegeben. Da sich Extra! statt aus Werbeeinnahmen ausschließlich über die Einnahmen der Abonnements finanziert ist eine unabhängige Berichterstattung garantiert. FAIR produziert weiterhin das wöchentliche halbstündige Radioprogramm CounterSpin (brings you the news behind the headlines), herausgegeben von Janine Jackson, Steve Rendall und Peter Hart, das über 130 Radiostationen ausgestrahlt wird und auch im Internet als MP3 oder RealAudio verfügbar ist.
Der FAIR-Newsletter mit über 55.000 Abonnenten dient zur Verbreitung von „Action Alerts“.

## Bekannte Mitglieder
- Norman Solomon